# Cibitoke (provincie)
Cibitoke is een provincie in het noordwesten van Burundi. Anno 1999 werd het inwonersaantal van de provincie geschat op 385.000. De oppervlakte van Cibitoke is ruim 1600 km² en de hoofdstad is Cibitoke.

## Grenzen
De provincie Cibitoke grenst aan twee buurlanden van Burundi:
- De provincie Zuid-Kivu van Congo-Kinshasa in het zuidwesten.
- Twee provincies van Rwanda:
  - Ouest in het noorden.
  - Sud in het oosten.

De provincie heeft twee binnenlandse grenzen:
- Met Kayanza in het noordoosten.
- Met Bubanza in het zuidoosten.

## Communes
De provincie is verder onderverdeeld in zes gemeenten:
- Buganda
- Bukinanyana
- Mabayi

- Mugina
- Murwi
- Rugombo

Bubanza · Bujumbura Mairie · Bujumbura Rural · Bururi · Cankuzo · Cibitoke · Gitega · Karuzi · Kayanza · Kirundo · Makamba · Muramvya · Muyinga · Mwaro · Ngozi · Rumonge · Rutana · Ruyigi